# Psychotria negrosensis
Psychotria negrosensis är en måreväxtart som beskrevs av Adolph Daniel Edward Elmer. Psychotria negrosensis ingår i släktet Psychotria och familjen måreväxter. Inga underarter finns listade i Catalogue of Life.